# 永井直旧
永井 直旧（ながい なおひさ）は、美濃加納藩の第3代藩主。尚庸系永井家6代。諱は尚旧とも。官位は従五位下・伊賀守。

## 経歴
明和6年（1769年）、父の死去により2歳で家督を継いだ。天明7年（1787年）には大坂加番に任じられている。寛政2年（1790年）9月8日、23歳で死去した。嗣子がなく、弟の太田直熹の次男尚佐が跡を継いだ。

## 系譜
父母
- 永井尚備（父）
- 永井直陳の養女 - 直陳の子の尚俶の娘（母）

正室
- お国 - 上総大多喜藩主松平正升の娘

養子
- 永井尚佐 - 旗本太田直熹（直旧の弟）の次男